# Ulica Akademika Jangelja (stanice metra v Moskvě)
Ulica Akademika Jangelja (rusky Улица Академика Янгеля) je jedna z více než 150 stanic moskevského metra. Nachází se na nejdelší, Serpuchovsko-Timirjazevské lince, v její jižní části a nese název po ulici, která se nad ní nachází.

## Charakter stanice
Stanice je hloubená, jednolodní s ostrovním nástupištěm. Založena je mělko, pouhých 8 m hluboko pod zemí. Patří k nejmladším z moskevských stanic; v provozu je teprve od 31. srpna roku 2000; otevřena byla tehdy jako jediná nová stanice na krátkém úseku Pražskaja – Ulica Akademika Jangelja; jednalo se o první prodloužení této linky od roku 1994. Výstupy má stanice dvě, vycházejí z obou konců nástupiště do podpovrchových vestibulů po dvou pevných schodištích. V prostoru nástupiště je asi nejnápadnějším nezvyklé oranžové osvětlení, které zajišťují sodíkové výbojky; vestibuly jsou však nasvíceny již světlem bílým. Obklad stěn již není tolik okázalý, jako v jiných stanicích; pouze na podlahu byla použita žula a mramor. Za stanicí se dále jižním směrem nacházel až do otevření stanice Annino kolejový přejezd.